# Ortodroma
Az ortodroma, vagy ortodromikus távolság, a földfelszín két pontja közötti legrövidebb távolsága amit Föld felszínén a két pontot összekötő főkör mentén mérünk. Mivel a gömbi geometria lényegesen eltér az euklideszi geometriától, a távolságszámításra használt matematikai képletek is eltérőek. Az euklideszi geometriában a legrövidebb távolságot a két pontot összekötő egyenes, a nemeuklideszi geometriában a két pontot összekötő geodetikus vonal (gömb esetén főkör) mentén mérjük.
Az ortodroma meghatározása a navigáció egyik alapfeladata.
A Mercator-vetületen az ortodroma egy szinuszhullámból levezethető. A képen egy állandó irányú vonal, egy loxodroma is látható.

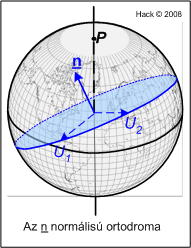
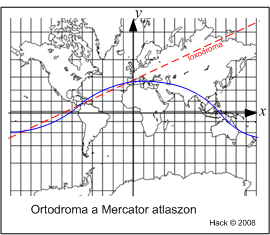
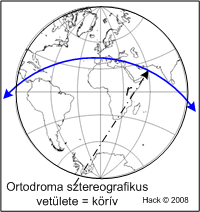
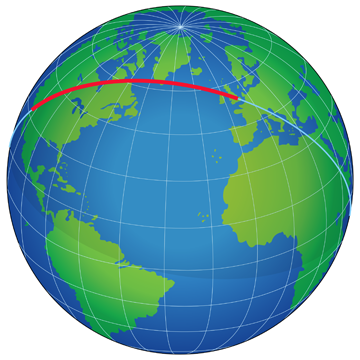
London–Los Angeles

## Matematikai leírása
A gömb középpontjában elhelyezett derékszögű koordináta-rendszerben a gömb és az ortodromát kimetsző {\displaystyle {\vec {n}}(A,B,C)} normálvektorú sík egyenlete:
{\displaystyle x^{2}+y^{2}+z^{2}=R^{2}}
{\displaystyle Ax+By+Cz=0}
A gömbfelület földrajzi és derékszögű koordinátái közötti kapcsolat:
{\displaystyle x=R\cos \varphi \cos \lambda }
{\displaystyle y=R\cos \varphi \sin \lambda }
{\displaystyle z=R\sin \varphi }
Ezek alapján felírható az ortodroma felületi egyenlete:
{\displaystyle A\cos \lambda +B\sin \lambda +C\tan \varphi =0}
Ugyancsak a transzformációs formulákból meghatározhatók a két földrajzi pontot kitűző
{\displaystyle {\vec {OU_{1}}},{\vec {OU_{2}}}}
helyvektorok, és ezekből a normálvektor három koordinátája (vektoriális szorzat).